# Стеван Нештицки
Стеван Нештицки (Кисач, 1. јануар 1944 — 29. април 1968) био је српски фудбалер.

## Биографија
Играо је за Војводину. Каријеру је почео у омладинском тиму Славије из Новог Сада да би касније приступио Војводини за коју је имао преко 200 наступа. Био је члан шампионске генерације из 1966. Играо је за младу репрезентацију Југославије и имао један наступ за сениорски тим.
Трагично је преминуо 28. априла 1968. године. Данас се традиционално одржава фудбалски турнир који носи његово име.

## Успеси
- Војводина
  - Првенство Југославије: 1965/66.